# مسلم الملكوتي
آية الله العظمى مسلم الملكوتي المعروف في النجف بالشيخ مسلم السرابي (1923-24 نيسان 2014) من أهم المرجعيات الدينية للشيعة في إيران، يعيش في مدينة قم، درس في حوزة النجف و كان هناك عالم فاضل مجتهد كامل درس على السيد الخوئي الراحل إلى جوار ربّه وكان معروفاً في البحث والتحقيق ومدرساً في الفقه والاُصول والفلسفة وغادر النجف ظلماً وزوراً وأصبح إماماً في إقامة الجمعة والجماعة من قبل الإمام الخميني خلفاً للشهيد آية الله السيد أسد الله.وهي من أهم المراكز في العالم للدراسات الدينية لدى الشيعة الإثنا عشرية الأصولية.